# František Josef Klavík
František Josef Klavík, také Franz Josef Klawik (30. září 1798 Tábor – 19. března 1878 České Budějovice), byl český podnikatel a politik, v 2. polovině 19. století dlouholetý starosta Českých Budějovic, poslanec Českého zemského sněmu.

## Biografie
Pocházel z tradičního táborského měšťanského rodu, původně Klavigerů, později příjmení uváděno i jako Klavír, Klavig, Klabik a nakonec Klavík. Rodina sídlila v domě čp. 18 na rohu dnešního Žižkova náměstí a Vodní ulice. František Josef Klavík studoval školu v Táboře a s výborným prospěchem absolvoval Malostranské gymnázium v Praze. A směřoval k dráze obchodníka jako jeho otec. Po škole nastoupil na praxi k pražskému obchodníkovi Josefu Pleschnerovi jako pokladník, později účetní. Ve věku 24 let se vrátil domů a působil jako obchodník v rodném Táboře v otcově firmě. Roku 1823 se oženil s Annou Stulíkovou, dcerou místního měšťana. Později přesídlil do Českých Budějovic, kde roku 1824 založil velkoobchodní firmu, která si vybudovala styky po celé Evropě. I po přestěhování si ale udržel podnikatelské vazby na Tábor, kde založil lihovar, syrobárnu a postavil stodoly a stáje v okolí dnešní hlavní třídy táborského Nového města. V roce 1844 také koupil velkostatek Kamenná Lhota u Borotína.
Patřil mezi hlavní představitele etnicky českého měšťanstva v národnostně smíšených Budějovicích. Politicky se angažoval již v revolučním roce 1848, kdy byl zvolen v zemských volbách roku 1848 na Český zemský sněm, který se ale nikdy nesešel. Do sněmu byl zvolen za volební obvod České Budějovice. Roku 1848 byl také místním velitelem Národní gardy a správcem obecního hospodářství.
V období let 1850–1857 a 1861–1865 byl starostou Českých Budějovic. Podporoval české školství a další české instituce v Budějovicích. Zasloužil se o vznik měšťanské školy, městské spořitelny (roku 1855, uváděno i roku 1856) a podílel se na ustavení obchodní komory. Koncem 50. let byl zvolen místopředsedou komory.
Po obnovení ústavního života v Rakouském císařství počátkem 60. let 19. století se zapojil i do zemské politiky. V zemských volbách v Čechách v roce 1861 byl zvolen v městské kurii (volební obvod České Budějovice) do Českého zemského sněmu.
Zatímco po komunálních volbách roku 1861 se stal starostou Čech Klavík, ačkoliv v zastupitelstvu měli převahu Němci s 23 mandáty proti 7 českým, v roce 1865 již hlasování a politické tábory na budějovické scéně odrážely etnické napětí. Klavíkův politický blok tehdy ve volbách propadl, místa v zastupitelstvu plně obsadili etničtí Němci a starostou se stal Eduard Claudi, který zahájil několik desítek let trvající éru německé dominance na budějovické radnici. Po odchodu ze starostenského postu se Klavík podle nekrologu v Národních listech ocitl „při holi žebrácké“ a byl „uštván k zoufalství.“
Je po něm pojmenována ulice v Českých Budějovicích 3.